# M. S. Gurupadaswamy
M. S. Gurupadaswamy (* 7. August 1922 in Malangi, Distrikt Mysuru; † 10. Mai 2011 in Bengaluru, Karnataka) war ein indischer Journalist und Politiker.

## Leben
Gurupadaswamy studierte nach dem Besuch der Mittelschule in Malavalli im heutigen Distrikt Mandya Politikwissenschaften am Maharaja’s College in Mysore (Mysuru) und erwarb dort einen Bachelor of Arts (B.A. (Hons) Political Science). Ein anschließendes postgraduales Studium der Rechtswissenschaften an der Lucknow University schloss er mit einem Bachelor of Laws (LL.B.) ab und erwarb dort auch einen Master of Arts (M.A.).
Er engagierte sich bereits früh im Kampf für die Souveränität Indiens vom Vereinigten Königreich und später in der von Narendra Deva und Jayaprakash Narayan geführten sozialistischen Bewegung.
Er begann seine eigentliche politische Laufbahn 1952, als er als Kandidat der Kisan Mazdoor Praja Party („Bauern- und Arbeiterpartei“) erstmals zum Mitglied in die Lok Sabha, das Unterhaus des indischen Parlaments, gewählt wurde und in diesem bis 1957 den Wahlkreis Mysore vertrat. Bei seiner Wahl konnte er sich gegen H. C. Dasappa durchsetzen, der zu diesem Zeitpunkt Minister in der Regierung des Bundesstaates Mysore war.
Später wurde er Generalsekretär der Praja Socialist Party (PSP) und 1960 Mitglied des Oberhauses, der Rajya Sabha, der er nach seiner Wiederwahl 1966 als Vertreter des Bundesstaates Karnataka bis 1972 angehörte. Darüber hinaus war er von 1956 bis 1961 Präsident der PSP in Karnataka.
1966 wurde er von Premierministerin Indira Gandhi zum Staatsminister für Atomenergie ernannt und danach 1967 zum Minister für Ernährung, Landwirtschaft, Gemeindeentwicklung und Kooperation in deren erstes Kabinett berufen. Nachdem es 1969 zu einer Spaltung des Indischen Nationalkongresses gekommen war, verlor er das Vertrauen der Premierministerin und trat von seinem Ministeramt zurück.
Im März 1971 wurde er erstmals Führer der Opposition in der Rajya Sabha und bekleidete dieses Amt bis zum April 1972. Darüber hinaus war er in den 1970er und 1980er Jahren Journalist bei einer Tageszeitung in Karnataka. 1980 gehörte er zu den Mitbegründern der Bharatiya Janata Party.
1984 wurde er für Karnataka erneut zum Mitglied in die Rajya Sabha gewählt. Später wurde er Mitglied der Janata Dal sowie deren Fraktionsvorsitzender im Oberhaus. Als der Vorsitzende der Janata Dal, Vishwanath Pratap Singh, am 2. Dezember 1989 Premierminister wurde, berief dieser ihn zum Minister für Erdöl und Chemikalien. Gurupadaswamy gehörte der Regierung von V. P. Singh bis zum Ende von dessen Amtszeit am 10. November 1990 an. Zugleich war er während dieser Zeit als Leader of Rajya Sabha Führer des Oberhauses und wurde in dieses 1990 erneut gewählt und zwar diesmal für den Bundesstaat Uttar Pradesh.
Zuletzt war er vom 28. Juni bis zum 21. Juli 1991 wieder Oppositionsführer in der Rajya Sabha.
Sein Cousin M. Rajasekara Murthy war nicht nur ebenfalls Mitglied der Lok Sabha, sondern auch mehrfach Minister im Bundesstaat Karnataka.
Im Alter von 88 Jahren starb Gurupadaswamy am 10. Mai 2011 in Bengaluru in Folge eines Herzinfarkts.